# Bambi-Verleihung 1971
Die 22. Bambi-Verleihung fand am 11. Februar 1971 im Grimaldi Forum in Monaco statt. Die Preise beziehen sich auf das Jahr 1970.

## Die Verleihung
Trotz aller Reformen war Franz Burda mit der Bambi-Verleihung nicht zufrieden. Sie wurde seiner Ansicht nach zu sehr durch Proteste gestört. Auf Vorschlag von Dieter Pröttel, der neue Redakteur von Bild+Funk, verließ Bambi München beziehungsweise Unterföhring. Die Verleihung fand in Monaco in Anwesenheit der Fürstin Gracia Patricia statt. Pröttel hatte dazu ein Flugzeug von München nach Nizza gechartert, sodass die Gewinner gemeinsam anreisten.

## Preisträger
Aufbauend auf der Bambidatenbank.

### Beliebteste deutsche Schauspielerin
Inge Meysel

### Beliebtester deutscher Schauspieler
Heinz Rühmann

### Beliebteste Fernsehserie
Reinhard Glemnitz, Erik Ode, Helmut Ringelmann, Günther Schramm und Fritz Wepper für Der Kommissar

### Beliebtester Fernsehmoderator
Gerd Ruge

### Beste Regie
Tom Toelle für Das Millionenspiel

### Information
Tagesschau

### Redaktionsbambis
- Klaus-Wilhelm Kossmann
- Uwe Seeler stellvertretend für die deutsche Fußballnationalmannschaft bei der Fußball-Weltmeisterschaft 1970
- Reinhart Hoffmeister für Aspekte

### Showstar männlich
Peter Alexander

### Showstar weiblich
Anneliese Rothenberger

### Sonderbambi
Udo Jürgens für seine „erfolgreiche Tournee mit 222 Konzerten“